# 西緒甘碧絲
西緒甘碧絲（?—前323年）。她是波斯阿契美尼德王朝阿爾塔薛西斯二世的女兒，也是大流士三世的母親。
在前331年，她的兒子大流士三世率軍抵禦馬其頓亞歷山大大帝的入侵，西緒甘碧絲和其他王室要員也一同前往。但在伊蘇斯戰役波斯軍慘遭大敗，國王大流士被迫拋棄家室落荒而逃，而西緒甘碧絲在內的王室成員都被馬其頓軍所俘虜，其中還包含王后斯妲特拉一世和公主等。然而，亞歷山大並沒有無禮地對待波斯王室婦女，在亞歷山大的命令下她們都受到良好照顧，並且維持原本高貴的社會地位。
西緒甘碧絲對於大流士拋棄她們相當生氣，古羅馬歷史學家昆圖斯·庫爾提烏斯·魯福斯記載她從未原諒過大流士三世，並收亞歷山大為義子。當傳來大流士死訊時，西緒甘碧絲說：「我只有亞歷山大這一個兒子，他是全波斯的國王。」
前324年，西緒甘碧絲把自己孫女斯妲特拉二世嫁給亞歷山大大帝。隔年，得知亞歷山大劇逝的消息，西緒甘碧絲悲傷地把自己關在房間內，絕食且悲痛而逝。